# Richard J. B. Bosworth
Richard James Boon Bosworth (Sídney, 1943)  es un historiador australiano, especializado en el estudio de la historia de Italia. Ha trabajado en las universidades de Sídney y Australia Occidental. 

## Biografía
Es autor de obras como Italy, the Least of the Great Powers: Italian Foreign Policy before the First World War (1979), Italy and the Approach of the First World War  (1983), Explaining Auschwitz and Hiroshima: History Writing and the Second World War 1945-1900 (1993), Italy and the Wider World, 1860-1960 (1996), The Italian Dictatorship: Problems and Perspectives in the Interpretation of Mussolini and Fascism (1998), Mussolini (2002), Mussolini's Italy: Life Under the Fascist Dictatorship, 1915-1945 (2006), Nationalism (2007) o Italian Venice: A History (2014), entre otras.